# Senterada
Senterada és un municipi de la comarca del Pallars Jussà situat a la part nord-occidental de la comarca. Només té més al nord els termes de Sarroca de Bellera i de la Torre de Cabdella, que constitueixen l'apèndix que es veu en el mapa al nord del cos principal de la comarca. Entre aquests dos termes hi ha, a més, l'enclavament de Larén, que pertany a Senterada. Tot aquest apèndix es coneix com a Vall Fosca, tot i que Sarroca de Bellera és, de fet, una vall paral·lela a la pròpiament així anomenada, que són la vall del Flamisell del congost d'Erinyà en amunt i la vall de Bellera, del riu Bòssia; és a dir, els termes de Senterada i la Torre de Cabdella.

## Etimologia
El topònim Senterada, i el mateix poble i municipi, tenen l'origen en el monestir visigòtic de Santa Grata. L'evolució en català occidental del nom del monestir dona l'actual nom per simplificació del grup -gr- i sonorització de la -t- de la darrera síl·laba.
Així ho estableix el filòleg Joan Coromines amb profusió de detalls i una explicació prou clara.

## Geografia
- Llista de topònims de Senterada (Orografia: muntanyes, serres, collades, indrets..; hidrografia: rius, fonts...; edificis: cases, masies, esglésies, etc).

En la proposta derivada de l'informe popularment denominat Informe Roca, calia agrupar els termes municipals de Sarroca de Bellera i de Senterada en un sol municipi que, amb el nom de Sarroca i Senterada, tindria la capitalitat a Senterada per ser la població amb més habitants de totes dues. Això comportaria la desaparició com a enclavament de Larén. A més, es proposava incloure en aquest nou municipi el poble d'Erta, pertanyent al Pont de Suert.
Es troba a la carretera de la Pobla de Segur al Pont de Suert, l'Eix Pirinenc (N-260), a 9 km de la Pobla de Segur. Està situada a l'aiguabarreig del Flamisell i el seu afluent, el riu Bòssia, dos rius on hi ha abundants truites. És la porta d'entrada a la Vall Fosca, poblada amb molts boscos plens de pins, on, al seu temps, es pot collir una gran varietat de bolets. Hi ha diverses residències de turisme rural, de les quals destaca l'antiga piscifactoria, on es poden pescar truites que després són guisades a la mateixa residència. Està oberta tot l'any. Un altre dels establiments que cal destacar és l'antiga fonda del poble, Casa Leonardo, quasi centenària, reoberta com a casa d'acolliment de turisme rural fa menys d'una dècada.

### Nuclis de població
| Entitat de població | Habitants (2023) |
| Senterada           | 113              |
| Lluçà               | 14               |
| Cérvoles            | 10               |
| Reguard             | 9                |
| Naens               | 5                |
| Puigcerver          | 5                |
| Burguet             | 2                |
| Cadolla             | 1                |
| Larén               | 1                |
| Font: Idescat       |                  |

### Nucli urbà

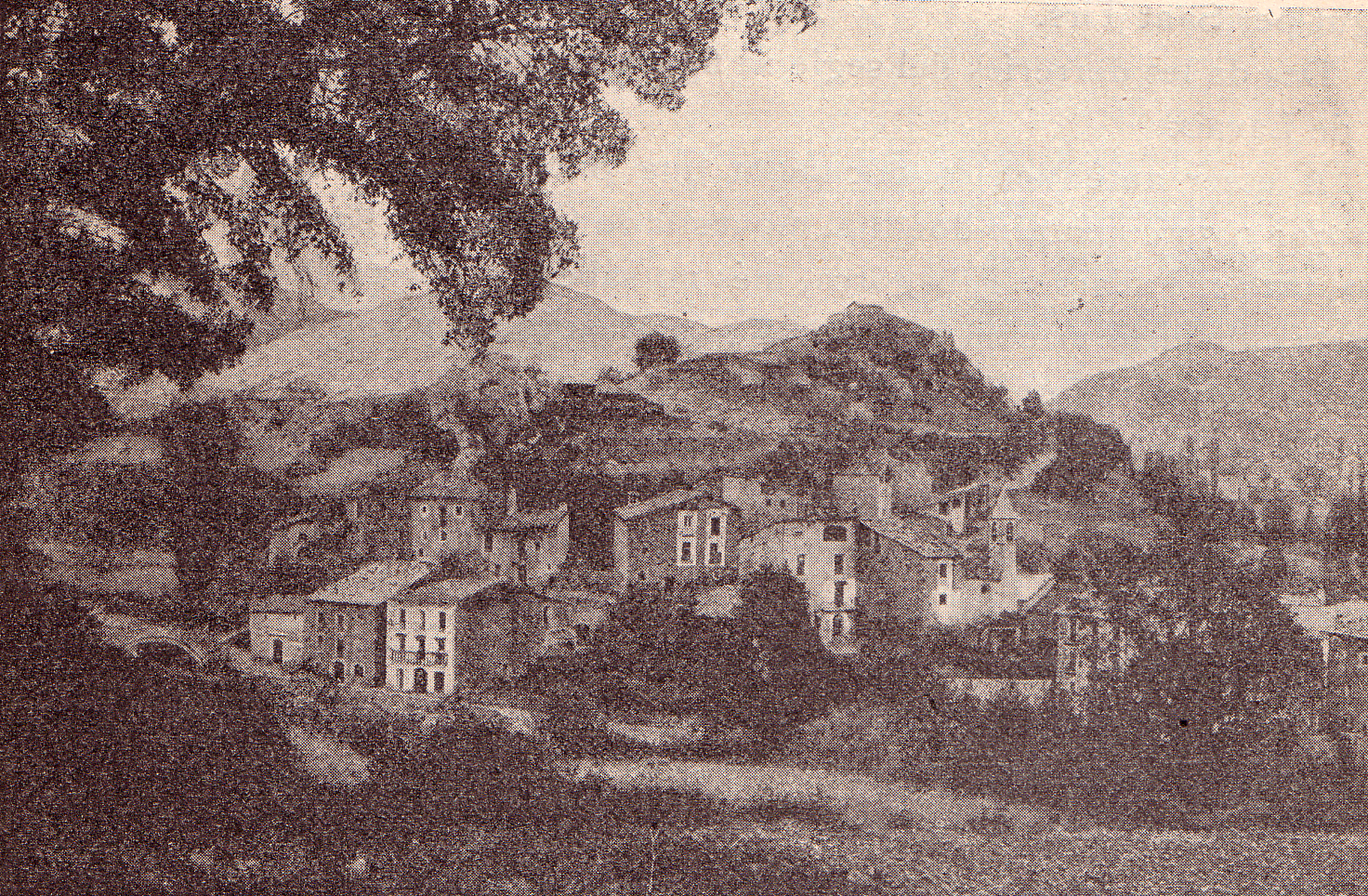
Senterada, vers 1915

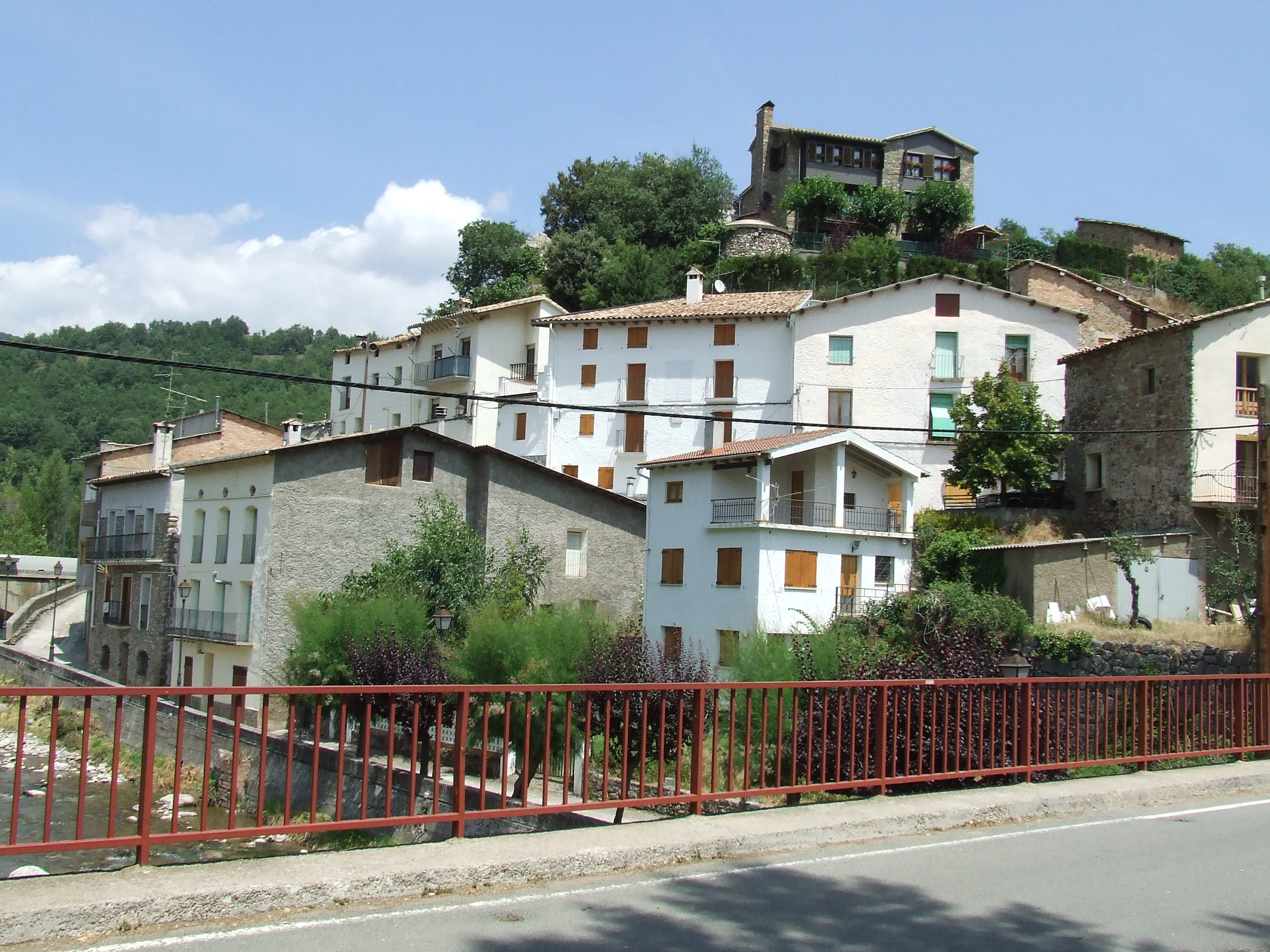
Senterada, el 2009

El poble de Senterada, com ha quedat reflectit a l'apartat d'Etimologia es formà a partir del monestir visigòtic de Santa Grata. D'aquest monestir, n'han quedat algunes restes, si bé són posteriors a l'època visigòtica. A més, la parròquia del poble continua en certa manera vinculada a santa Grata, actualment amb el nom de la Mare de Déu de Gràcia, o de l'equivalent Santa Maria de Gràcia.
Dins del poble de Senterada hi ha, a més de l'església parroquial i les restes de Santa Grata, una capella també dedicada a la mateixa santa, i la capella de sant Víctor, al cementiri de la població.

### Altres pobles del terme
Cadascun dels altres pobles del terme, així com dels que ara ja són despoblats, tenen el seu article corresponent. Cal destacar, a més, dins del terme de Senterada, les restes del monestir de Sant Genís de Bellera.

## Història
La prehistòria ha deixat diverses mostres, en el terme de Senterada: els dòlmens de la Casa Encantada i de Mas Pallarès, a Cadolla, del Dolmen de Sant Roc, o Cabaneta del Moro, a Cérvoles, i de la Cabana del Moro, a Reguard.
Com ja ha quedat anteriorment apuntat, el monestir visigòtic de Santa Grata és l'origen, històric i lingüístic, de l'actual Senterada. Al voltant del monestir degué formar-se una primera població, que, en desaparèixer el monestir primigeni, n'adoptà l'església com a parroquial, cosa que consolidà aquella primera població. El fet que el lloc on s'assenta Senterada fos una cruïlla d'importants camins de comunicació i, alhora, confluència del riu Bòssia i del Flamisell, ajuda a entendre que fos un lloc idoni per a una població.
En el fogatjament del 1381, Senterada és esmentat dins de la baronia de Bellera. En el del 1553, consten a Sancterada 5 focs (uns 25 habitants). El 1718 havia passat a mans dels barons de Sant Vicenç, com tota la baronia de Bellera, i dels Ducs de Cardona. El 1831, a la fi de l'Antic règim, consta com a domini del Marquès de la Manresana, hereu dels Bellera i dels Sant Vicenç. En tots els documents apareix sempre Larén unit a Senterada, cosa que pot justificar l'existència d'aquell enclavament.

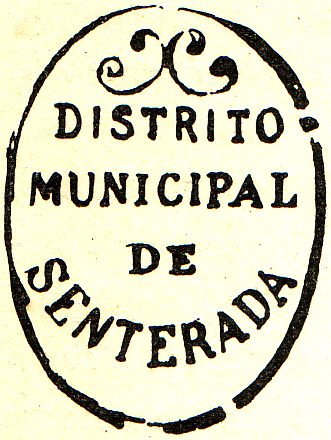
Segell municipal de vers el 1900

En una relació del 1831, de Senterada només consta que era domini del marquès de la Manresana.
En el Diccionario geográfico... de Pascual Madoz, del 1845, es diu que Senterada és un poble de clima sa situat dins de la vall on conflueixen els rius de Vall de Capdella amb el de Sarroca, formant el Flamisell. Està arrecerat dels vents del nord per una muntanya. Madoz diu que hi havia 12 cases, en el poble. El terreny és aspre, trencat, fluix i de mala qualitat. S'hi podien comptar 150 jornals de conreu. La collita consistia en blat, sègol, ordi, poca fruita i una mina de guix. Hi ha pesca de truites i barbs, tres telers i un batà. La població era de 6 veïns (caps de família) i 51 ànimes (habitants).
Vers 1900, Senterada tenia 265 edificis, amb 466 habitants de fet i 480 de dret, dels quals 54 cases amb 126 persones eren al mateix Senterada. En aquell moment hi havia escola de nois i de noies, en la qual aquests infants compartien aula en una àmplia franja d'edat.

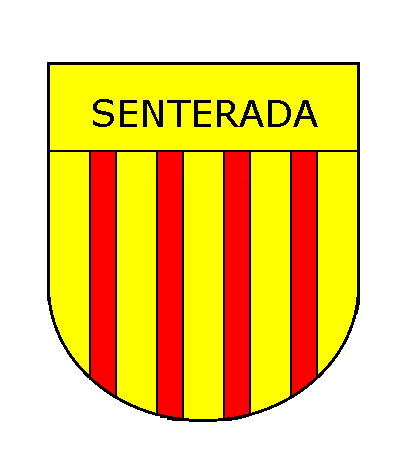
Escut antic de Senterada, anterior al 1988

### Composició de l'ajuntament

#### Alcaldes
- Antoni Colell (1894)
- Francesc Coll (1899)
- Agustí Abrantes Mentuy (19.4.1979 - 9.6.1987)
- Pius Escales Franch (30.6.1987 - 25.5.1991)
- Víctor Carrió Nus (15.6.1991 - 24.5.2003)
- Maria Lourdes Servent Pedescoll (14.6.2003 - 26.5.2007)
- Antoni Toló i Cierco (16.6.2007 - actualitat)

#### Regidors
Des de les primeres eleccions municipals democràtiques, el 1979, l'Ajuntament de Senterada ha tingut els regidors següents: Agustí Abrantes Mentuy, Maria Àngels Agullana Torres, Joan Carrió Franch, Víctor Carrió Nus, Anna Maria Escales Bruna, Joan Escales Font, Pius Escales Franch, Mireia Font i Vidal, Josep Gasa Llusà, Joan Jordana Boneta, José Martínez Ariño, Genís Palau i Agullana, Josep Maria Plancheria Juanmartí, Pere Salomó Montsó, Maria Lourdes Servent Pedescoll, Teresa Soler Giol, Francesc Suranell Molí, Enrique Tartera Vilana, Gregori Toló Canut, Antoni Toló Cierco i Àngels Vidal Rollan.

#### Legislatura2011-2015
| Candidatura | Candidatura | Cap de llista          | Vots | Regidors | % vots |
| ----------- | ----------- | ---------------------- | ---- | -------- | ------ |
|             | IpS-PM      | Antoni Toló Cierco     | 52   | 2        | 82,54  |
|             | R-AM        | Genís Palau i Agullana | 37   | 2        | 58,73  |
|             | CiU         | Josep Gasa i Llusà     | 26   | 1        | 41,27  |
| Total       | Total       | 125                    | 125  | 5        |        |

- Antoni Toló Cierco (IxS-PM), alcalde
- Juan Jordana Boneta (IxS-PM), regidor. Representant del municipi en el Consell Comarcal
- Genís Palau i Agullana (R-AM), regidor
- Pere Salomó i Monsó (R-AM), regidor
- Josep Gasa Llusà (CiU), regidor

### Demografia
Les següents dades que es tenen de Senterada són de darreries de l'edat mitjana i primers segles de l'moderna: 36 focs (uns 180 habitants) el 1497, 50 (250 h.) el 1515 i 34 (170 h.) el 1553. El 1718 ja hi consten 226 habitants, que són 313 el 1787. El 1860 s'hi assoleix el màxim històric: 798 persones, i, a partir d'aquell moment, la població comença a minvar: 466 el 1900, va augmentar el 1930 a 611, i ja ha continuat davallant fins a l'actualitat: 412 el 1950, 359 el 1960, 204 el 1970, 167 el 1975, 163 el 1981, 108 el 1992, 102 el 2002 i 126 el 2006, amb un lleuger creixement els últims anys.
| 1497 f | 1515 f | 1553 f | 1717 | 1787 | 1857 | 1877 | 1887 | 1900 | 1910 |
| ------ | ------ | ------ | ---- | ---- | ---- | ---- | ---- | ---- | ---- |
| 36     | 50     | 34     | 334  | 313  | 770  | 722  | 711  | 466  | 502  |

| 1920 | 1930 | 1940 | 1950 | 1960 | 1970 | 1981 | 1990 | 1992 | 1994 |
| ---- | ---- | ---- | ---- | ---- | ---- | ---- | ---- | ---- | ---- |
| 543  | 611  | 479  | 412  | 359  | 204  | 166  | 116  | 108  | 108  |

| 1996 | 1998 | 2000 | 2002 | 2004 | 2006 | 2008 | 2010 | 2012 | 2014 |
| ---- | ---- | ---- | ---- | ---- | ---- | ---- | ---- | ---- | ---- |
| 117  | 116  | 112  | 102  | 93   | 126  | 141  | 142  | 133  | 131  |

| 2016 | 2018 | 2020 | 2022 | 2024 | 2026 | 2028 | 2030 | 2032 | 2034 |
| ---- | ---- | ---- | ---- | ---- | ---- | ---- | ---- | ---- | ---- |
| 133  | 139  | 139  | 161  | 158  | -    | -    | -    | -    | -    |

### Llocs d'interès

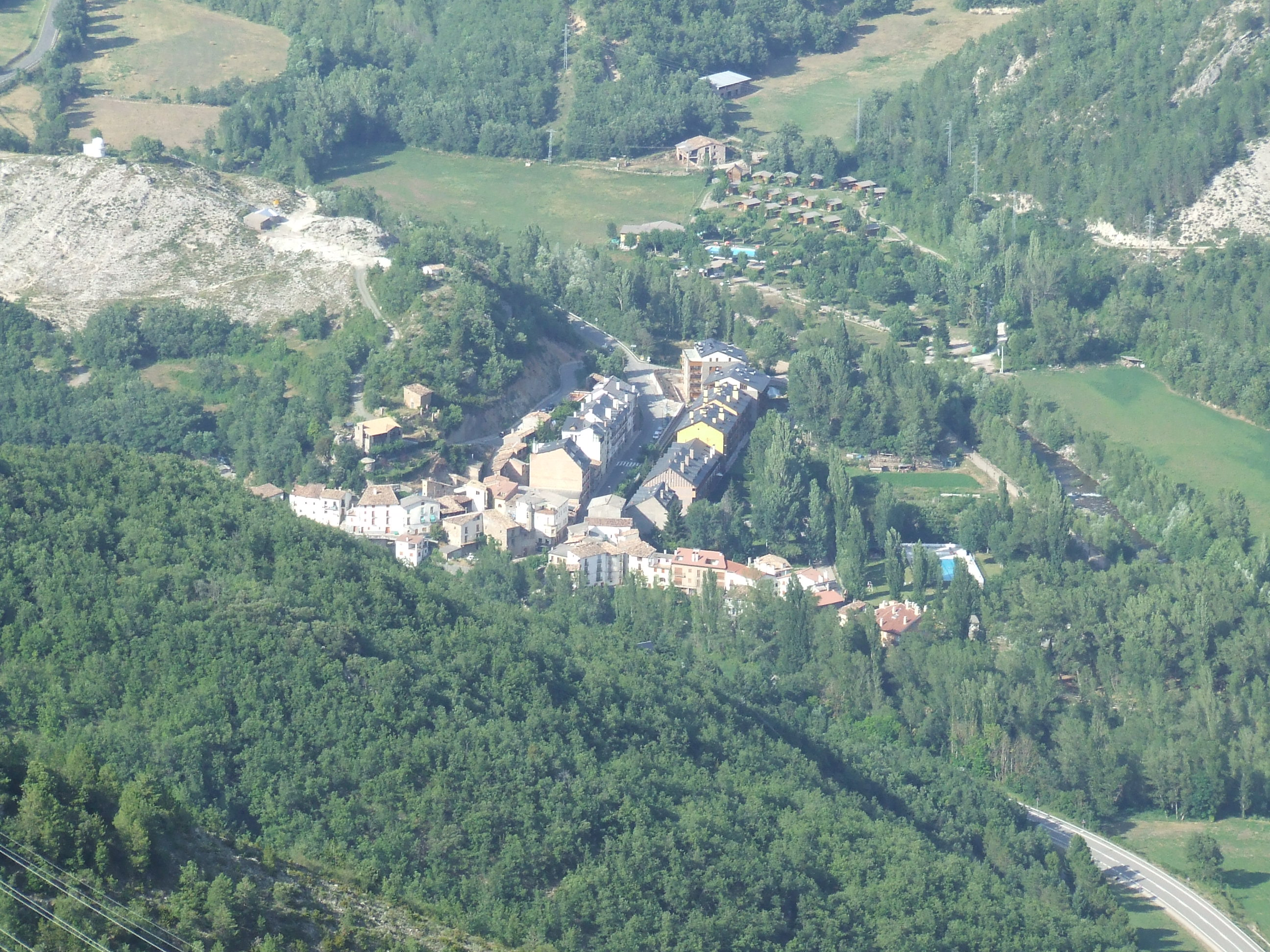
Senterada des de Burguet

- Monestir de Santa Grata de Senterada: antic monestir a l'indret de la seva església parroquial de Santa Maria. En aquest lloc, a la confluència del riu Bellera i el Flamicell, hi hagué amb anterioritat al segle ix un monestir de tradició visigòtica dedicat a Santa Grata. A la fi del segle xiii ja no hi ha traces de comunitat a Senterada, que fou una simple parròquia de domini directe de la mitra d'Urgell.
- Els dòlmens de Senterada
- El pont del Diable, al límit entre l'enclavament de Larén, de Senterada, i Sarroca de Bellera, prop i al sud-oest de les ruïnes de Sant Genís de Bellera.
- Sant Genís de Bellera: antic monestir benedictí, actualment desaparegut, situat vora el Flamicell, prop de la borda de Sant Genís o de Torres.
- Burguet, poble que, amb Cérvoles, havia format municipi al segle xix.
- Cadolla i la quadra de Miravet, poble i antic municipi.
- Cérvoles: poble recentment despoblat, aturonat a 1.174 m. d'altitud, a la dreta del Flamisell. La seva església parroquial és dedicada a sant Aventí.
- Larén, poble i enclavament entre Sarroca de Bellera i la Torre de Cabdella, amb l'antic monestir de Sant Genís de Bellera.
- Lluçà, poble a la vall del Flamisell, al nord de Reguard.
- Naens, poble disseminat situat als contraforts de la serra de Sant Gervàs, damunt la riba dreta del riu de Cadolla. De la parròquia de Sant Esteve depèn l'església de Cadolla.
- Puigcerver: al vessant occidental de la serra de Peracalç. L'església (Sant Salvador) correspon a la parròquia de Senterada.
- Reguard: poble en vies de despoblament, enlairat a 812 m alt a l'esquerra del Flamisell al sud de Lluça. L'església de Sant Feliu depèn de la parròquia de Senterada.
- Presa de Senterada: és un exemple en bon estat de conservació dels sistemes de captació d'aigua pel proveïment d'aigua de les centrals hidràuliques amb poc cabal i gran alçada, els denominats salts hidroelèctrics. És a menys d'un quilòmetre al sud de Senterada, a tocar de la carretera N-260.

## Activitat econòmica
L'activitat econòmica tradicional de Senterada era pràcticament tota lligada a l'agricultura d'autoconsum i la ramaderia. A més, hi havia molins fariners a Cérvoles i Naens, i tres telers i un molí draper a Senterada. Completava el panorama econòmic l'extracció de guix, a Cadolla, Larén, Naens i Senterada (partida de la Gessera o Guixera).
En una relació de vers 1900 (l'obra citada de Ceferí Rocafort), es dona molta importància als boscos de Senterada. Entre els comunals, s'hi esmenten lo Cap de Terme, de Puigcerver, de 185 hectàrees; els de Molines, Moror i les Obagues de Sant Joan, de Reguard, amb 437, i la Muntanya de Cérvoles i Burguet, amb 792. A més, també n'hi havia d'alienables (es podien vendre, a causa de la desamortització: la Serra, de Senterada, de 48 ha., i lo Tosal, de Larén, amb 50.
En aquell mateix moment, a Senterada hi havia una fàbrica de filats i teixits de llana, dos molins de farina, i diverses guixeres,
Actualment pràcticament totes aquestes activitats estan abandonades, i l'agricultura s'ha especialitzat en conreus de muntanya per a alimentació de bestiar vacum (343 ha. dedicades a farratges, 300 a pastures, i tan sols 30 per a cereals). A més, hi ha 2.000 ha. de terreny forestal, una part important repoblades amb pins per organismes oficials. Hi havia també una piscifactoria, que fou molt malmesa per les riuades del 1982, i una captació d'aigua, a la presa de Senterada, per conduir aigua cap a la Central Hidràulica de la Pobla de Segur. Des de fa uns 25 anys, ha crescut el sector turístic: ha crescut notablement el nombre de segones residències, inclosos alguns blocs d'apartaments.
Segons les dades de l'últim trimestre de 2019 de l'Observatori del Treball de la Generalitat, Senterada era el sisè municipi amb la taxa més alta de desocupats de Catalunya, un 25%. En el rànquing dels deu municipis catalans amb més atur, encapçalat per La Vajol (Alt Empordà), amb un 34,15%, els deu primers tenien menys de 600 habitants, a excepció del Montmell (Baix Penedès), en tercer lloc (amb 1.512 empadronats i un 29,58% d'atur) i Santa Oliva (Baix Penedès), en desè (amb 3.320 veïns i un 20,55% de desocupats).

## Festes i tradicions
Senterada sempre havia estat terra de bons músics populars. Cal destacar-ne Candi Gabarrell, que es movia sobretot per les valls de Cabdella i Manyanet, amb el seu acordió, animant els balls on era cridat, Antoni Toló qui, més recentment, ha fet la mateixa funció amb el seu acordió i amb un orgue electrònic, així com Joan Coixet, més enrere en el temps, que deixà bones empremtes en el seu pas pels pobles amb el seu acordió.
En l'aspecte religiós, a Senterada se celebrava molt la festa de sant Víctor, copatró del poble, molts invocat a les èpoques de greus malalties que assolaven el territori. Es conserven els goigs populars que se li cantaven, un tros dels quals fa:
| «                                     | Pastor sou de l'Església, i també nostre Patró guardeu-nos de la pesta i del dimoni traïor; de Senterada sou advocat dirigiu-nos amb fervor: Siau nostra llum i guia Papa i màrtir Sant Víctor | » |
| — Text populars, Goigs de Sant Víctor | |   |

A Senterada Joan Amades, va recollir-hi, transcriure i fer els dibuixos corresponents sobre el vestuari i els passos del ball, un Ball de bastons, també anomenat Ball de l'hereu Riera. El reprodueix Joan Bellmunt, en el llibre citat a la bibliografia, així com el mateix Joan Amades en la seva coneguda obra enciclopèdia del Costumari.
La diada de Sant Joan també havia donat peu a un ball rodó propi de Senterada, la melodia del qual també està recollida en el llibre de Bellmunt.
Senterada apareix esmentat en el Romanço de la Vall Fosca de Jaume Arnella. El tros que cita Senterada diu així: 
| «                                         | Si veniu per Senterada, la Vall comença, per fi, arribant a La Pobleta, Pobleta de Bellveí. | » |
| — Jaume Arnella, Romanço de la Vall Fosca |                                                                                             |   |

Podeu trobar l'inici del romanço a l'article de la Vall Fosca, i la continuació, al de Cabdella.

### Festivitats
- 28 de juliol- Sant Víctor
- 15 d'agost- Festa Major (més informació, a la pàgina web de Senterada.

## Serveis turístics
Senterada compta amb una gran oferta d'oci i d'allotjament, restauració i serveis. Té grans zones enjardinades i instal·lacions esportives.
Pel que fa a l'allotjament, hi ha el Càmping Senterada, a llevant del poble i a l'esquerra del Flamisell, els apartaments Roca Bella i quatre cases d'allotjament rural: Casa Parranxo, La Fàbrica Casa Rural, Casa Leonardo i Casa Rutgé.
Des del punt de vista de restauració, cal comptar amb el Bar-Restaurant Flamisell.

## Comunicacions
Sarroca de Bellera està comunicada a través de la carretera N-260 amb la Pobla de Segur, al sud-est, i amb el Pont de Suert, al nord-oest. A més, de la mateixa població de Senterada surt cap al nord-est la carretera L-503, de Senterada a Cabdella, que recorre de sud a nord la Vall Fosca, el terme municipal de la Torre de Cabdella.
A part d'aquestes carreteres oficials, hi ha algunes pistes forestals en bon estat, asfaltades i ben practicables, que menen als diferents pobles que formen aquest municipi, que estan esmentades en cadascun dels articles dedicats als pobles i caseries del terme de Senterada.